# Sinovac Biotech
Sinovac Biotech  (en chino simplificado, 科兴控股生物技术有限公司; pinyin, Kēxìng kònggǔ shēngwù jìshù yǒuxiàn gōngsī; literalmente, ‘Participaciones Kexing Biotecnología Co., Ltd’; en inglés:Sinovac Biotech) es una empresa biofarmacéutica china que se centra en la investigación, el desarrollo, la fabricación y la comercialización de vacunas, entre las cuales destacan Coronavac (SARS-CoV-2), Healive (hepatitis A), Bilive (hepatitis A y B combinadas), Anflu (gripe), Panflu (H5N1) y PANFLU.1 (H1N1).
La empresa tiene su sede en el distrito de Haidian, Pekín, y cotiza en NASDAQ.

## Vacunas
Las vacunas comercializadas por Sinovac incluyen Healive (hepatitis A), Bilive (hepatitis A y B combinadas), Anflu (influenza), Panflu (H5N1) y PANFLU.1 (H1N1). Sinovac se encuentra desarrollando una vacuna universal contra la gripe y una vacuna contra la encefalitis japonesa.

### Vacuna contra la COVID-19
En el año 2020 la compañía empezó a desarrollar una vacuna experimental contra el COVID-19 denominada CoronaVac, cuyos primeros ensayos clínicos fueron aprobados en China a mediados de abril y se extendieron a varios países del mundo en agosto. En septiembre de ese año, se anunció que el 90 % de los empleados de la farmacéutica habían recibido la vacuna sin presentar efectos secundarios importantes.

CoronaVac es una vacuna con virus inactivo, una tecnología tradicional similar a otras vacunas contra la COVID-19 de virus inactivado como las BBIBP-CorV y BBV152. CoronaVac no necesita congelarse, y tanto la vacuna como la materia prima para formular las nuevas dosis podrían transportarse y refrigerarse a 2-8 °C, temperaturas a las que regularmente se mantienen las vacunas contra la gripe.
Se probó la vacuna mediante ensayos clínicos de fase III en Brasil, Chile, Indonesia, Malasia, Filipinas, y Turquía.Un estudio de millones de chilenos encontró que CoronaVac era 67% efectiva contra los síntomas, redujo las hospitalizaciones en un 85%, las hospitalizaciones de cuidados intensivos en un 89% y las muertes en un 80%. Por su parte, los resultados de la fase III de Brasil mostraron un 50,7% de eficacia en la prevención de infecciones sintomáticas y un 83,7% de eficacia en la prevención de casos leves que necesitan tratamiento. La eficacia frente a infecciones sintomáticas aumentaba al 62,3% con un intervalo de 21 días o más entre las dos dosis. Los resultados finales de la Fase III de Turquía anunciados el 3 de marzo de 2021 mostraron una eficacia del 83,5%. La vacunación con CoronaVac en Brasil, comenzó el 19 de enero de 2021.
CoronaVac fue usada en campañas de vacunación por algunos países de Asia, Sudamérica, Norteamérica, y Europa. Para abril de 2021, Sinovac tenía una capacidad de producción de 2 mil millones de dosis anuales. Se produce por separado en China, Brasil, Indonesia, y Egipto.
El 1 de junio de 2021, la vacuna CoronaVac de Sinovac fue aprobada por la OMS para su uso de emergencia, ya que  'cumple los estándares internacionales de seguridad, eficacia y fabricación' . CoronaVac fue aprobada para el dispositivo internacional Covax de distribución de vacunas anticovid, sobre todo en países pobres.
El gobierno estadounidense de Donald Trump lanzó a partir de 2020 una campaña secreta de desinformación contra CoronaVac en varios países de Asia, principalmente Filipinas. La campaña, propagada por cientos de cuentas falsas en redes sociales operadas por militares estadounidenses, sembraba dudas sobre la eficacia de la vacuna china y afirmaba que los musulmanes debían rechazarla porque supuestamente contenía gelatina de cerdo. Unos meses después de la derrota de Donald Trump en las elecciones, la nueva administración Biden detuvo la campaña.